# Sportgemeinschaft 09 Wattenscheid
L'Sportgemeinschaft 09 Wattenscheid e.V. és un club de futbol alemany del barri de Wattenscheid, a la ciutat de Bochum, a l'estat de Rin del Nord-Westfàlia.

## Història
Fins a 1975 Wattenscheid fou una ciutat independent, passant aleshores a ser un barri de la ciutat de Bochum.
El club reclama com a data de fundació el 18 de setembre de 1909, amb la fundació del club Ballspiel-Verein Wattenscheid, resultat de la fusió de dos clubs anteriors anomenats BV Sodalität der Wattenscheid i BV Teutonia Wattenscheid.
El club jugà campionats locals fins que la temporada 1944-45 aparegué per primer cop a una competició nacional, la Gauliga Westfalen. L'any 1958 ingressà a la Verbandsliga Westfalen (III) i el 1969 assolí l'ascens a la Regionalliga West (II). Malgrat el títol aconseguit el 1974 el club continuà jugant a la segona categoria alemanya, coincidint amb la creació de la 2. Bundesliga Nord. Durant la segona meitat de la dècada de 1970 i tota la de 1980 el club romangué a la 2. Bundesliga. Finalment, el 1990 el club assolí l'ascens a la Bundesliga, on hi romangué durant quatre temporades consecutives. Durant aquests anys destacà el derbi a la màxima categoria amb el VfL Bochum. El 1994 descendí a Segona, on passà dues temporades, baixà una temporada a la Regionalliga i retornà a Segona on hi jugà dues temporades més, fins al 1999. A partir d'aquest any, el club descendí a les categories regionals, jugant a la Regionalliga, l'Oberliga i la Verbandsliga Westfalen.

## Palmarès
- Regionalliga West (II):
  - 1974
- Amateurliga Westfalen (III):
  - 1969
- Regionalliga West/Südwest (III):
  - 1997
- Copa de Westfàlia:
  - 1996
- Oberliga Westfalen (IV):
  - 2005
- Verbandsliga Westfalen (V):
  - 2008